# Холлоуэй, Кэрол
Кэрол Холлоуэй (англ. Carol Holloway; 30 апреля 1892, Уильямстаун, Массачусетс — 3 января 1979, Лос-Анджелес, Калифорния) — американская актриса эпохи немого кино. С 1914 по 1941 год снялась в 128 фильмах.

## Биография
Кэрол родилась в Уильямстаун, Массачусетс, в семье учителя. В феврале 1911 — марте 1912 года выступала в Бродвее в пьесе «Каждая женщина». Сначала работала в «Lubin Studios», а в 1917 году подписала контракт с «Vitagraph Studios», где снималась в киносериалах, а позже в вестернах.
Она была одной из самых активных актрис немого кино, однако с 1938 года её карьера практически закончилась. Последним фильмом Кэрол стал «Поддающаяся Канарейка» (1941).
Кэрол Холлоуэй также написала сценарий для двух короткометражных фильмов для Universal Pictures: «Улыбка Волка» (1927) и «Малыш, стреляй в них» (1916).
Холлоуэй умерла в Лос-Анджелесе, штат Калифорния, в возрасте 86 (по некоторым источникам — 82) лет и была похоронена на Кладбище Мемориального парка «Вальхалла» (англ. Pierce Brothers Valhala Memorial Park).

## Избранная фильмография
- 1915 — Джентльмен без определённых занятий / A Gentleman of Leisure — Молли Кридон
- 1917 — Боевой след / The Fighting Trail — Нэн
- 1917 — Месть и женщина / Vengeance and the Woman — Бесси Блейк
- 1918 — Железный тест / The Iron Test — Эдит Пейдж
- 1919 — Опасность с громовой горы / Perils of Thunder Mountain — Этель Карр
- 1920 — Если только Джим / 'If Only' Jim — мисс Дот Деннихан
- 1920 — Балда / The Saphead — Роуз Тернер
- 1923 — Малый Рамблин / The Ramblin ’Kid — миссис Офелия Кобб
- 1924 — Красавчик Браммел / Beau Brummel — Кэтлин
- 1932 — Крёстное знамение / The Sign of the Cross — не указана в титрах
- 1940 — Отряд экстренной помощи / Emergency Squad — плачущая жена в больнице
- 1941 — Поддающаяся канарейка / The Hard-Boiled Canary — медсестра